# Chatinos
Os chatinos são um povo indígena que habita o México.